# Mon véritable adversaire, c'est le monde de la finance
Mon véritable adversaire, c’est le monde de la finance, parfois cité sous la forme Mon ennemi(e) c'est la finance est le fruit d'une reformulation des journalistes d'une petite phrase prononcée par François Hollande en janvier 2012 lors de la campagne électorale à l'occasion de l'élection présidentielle de 2012.

## Contexte
Alors qu'il est critiqué durant la primaire citoyenne d'octobre 2011 par l’aile gauche du parti socialiste, par le Front de gauche et par le parti communiste d'être un social-démocrate modéré, François Hollande, en janvier 2012, cherche à remobiliser son électorat situé le plus à gauche et lui donner des gages « d'homme de gauche ». Il propose lui-même, lors d'une réunion de préparation le 5 janvier, de dire que son ennemi est la finance, et la phrase est retravaillée à de multiples reprises par son équipe. 

## Citation
Le 22 janvier 2012, à l'occasion de son discours au Bourget, il affirme ainsi : « Mais avant d’évoquer mon projet, je vais vous confier une chose. Dans cette bataille qui s’engage, je vais vous dire qui est mon adversaire, mon véritable adversaire. Il n’a pas de nom, pas de visage, pas de parti, il ne présentera jamais sa candidature, il ne sera donc pas élu, et pourtant il gouverne. Cet adversaire, c’est le monde de la finance. Sous nos yeux, en vingt ans, la finance a pris le contrôle de l’économie, de la société et même de nos vies. Désormais, il est possible en une fraction de seconde de déplacer des sommes d’argent vertigineuses, de menacer des États ».

## Réactions
La petite phrase est très commentée dans les médias. Cette déclaration de guerre contre le monde de la finance provoque l'enthousiasme des militants socialistes et est reconnue comme une phrase choc de l'élection présidentielle française de 2012.
Elle suscite la défiance de certains patrons mais André Martinez, homme d'affaires aux multiples réseaux, chargé de représenter Hollande auprès du monde de la finance, le rassure après son retour du Forum de Davos où il n'a rencontré aucune circonspection chez les investisseurs.

## Analyse
Pour André Lévy-Lang, le slogan de François Hollande se situe dans la lignée de la méfiance des présidents français envers la finance, que Charles de Gaulle avait déjà illustrée en déclarant que « La politique de la France ne se fait pas à la corbeille ». Cette petite phrase s'inspire du modèle politique hollandien, François Mitterrand qui dénonce, lors du congrès d'Épinay en 1971 « les puissances de l'argent qui corrompt, l'argent qui achète, l'argent qui écrase, l'argent qui ruine et l'argent qui pourrit jusqu'à la conscience des hommes ».
Pour le politologue Clément Viktorovitch, ce slogan est une figure de rhétorique politique puissante en recourant à la suspension.

## Postérité
Le candidat Hollande précise dans un entretien au Journal du dimanche, le 14 avril 2012, le sens de sa déclaration. Il explique vouloir « interdire les produits financiers sans lien avec l’économie réelle (comme les CDS à vue) [sic] ». Un règlement européen les interdit en novembre 2012. Le processus avait cependant déjà commencé sous l'impulsion conjointe de Nicolas Sarkozy et Angela Merkel.
Par la suite, durant son quinquennat (notamment lors de la nomination d'Emmanuel Macron en qualité de ministre de l'Économie et des Finances), cette phrase lui a été reprochée pour le critiquer, estimant qu'il n’avait jamais combattu le monde de la finance et que, loin d'en être l'ennemi, il avait contribué à son renforcement[réf. souhaitée].
À peine élu à l'Élysée, Hollande applique une stratégie économique sociale-libérale (baisses des cotisations patronales, coupes budgétaires, focalisation sur la compétitivité des entreprises…). Si son gouvernement prend diverses mesures financières pour tenir quelques promesses électorales, son programme économique néolibéral provoque chez le peuple de gauche une déception à la mesure des espoirs suscités par cette petite phrase.

### Documentaire
- Petites phrases, grandes conséquences : la gauche contre le peuple, de LCP (prod.) et de Thomas  Raguet (réal.), 2021 [voir en ligne].